# سپیدرخ زنبق آبی
سپیدرخ زنبق آبی (نام علمی: Leucorrhinia caudalis) نام یک گونه از سرده سپیدرخ‌ها است.